# Shepherd (motorfiets)
Shepherd is een historisch Brits merk van motorfietsen.
De bedrijfsnaam was: Terry Shepherd Tuning, Birkenhead.
Voormalig coureur Terry Shepherd uit Birkenhead (bij Liverpool) bouwde in 1969 een 125 cc productieracer op basis van het carter van een Bridgestone 175 cc tweecilinder. De machine had dan ook twee cilinders en luchtkoeling. Later maakte hij op kleine schaal frames voor racers waarin originele blokken werden gehangen. In de jaren tachtig modificeerde hij deze blokken weer vaak, zoals het Yamaha TZ 250-blok dat hij voorzag van roterende inlaatschijven.

## Technische gegevens Shepherd 125cc racer
| Shepherd               | 125                                        |
| ---------------------- | ------------------------------------------ |
| Periode                | 1969                                       |
| Categorie              | productieracer                             |
| Motortype              | tweetakt                                   |
| Bouwwijze              | staande paralleltwin met roterende inlaten |
| boring                 | 42 mm                                      |
| slag                   | 45 mm                                      |
| Cilinderinhoud         | 124,7 cc                                   |
| Smeersysteem           | mengsmering                                |
| Max. Vermogen          | 18,4 kW/25 pk bij 12.000 tpm               |
| versnellingen          | 5 (close ratio)                            |
| Secundaire aandrijving | ketting                                    |
| Rijwielgedeelte        | dubbel wiegframe                           |
| Voorvork               | Ceriani telescoopvork                      |
| Achtervork             | swingarm met hydraulische schokdempers     |
| Remmen                 | trommelremmen                              |